# اشلي اكشتاين
اشلي اكشتاين (بالإنجليزية: Ashley Eckstein)‏ مواليد 22 سبتمبر 1981 في لويفيل، الولايات المتحدة، هي ممثلة أمريكية بدأت مسيرتها الفنية عام 1994.

## وصلات خارجية
- الموقع الرسمي
- اشلي اكشتاين على موقع IMDb (الإنجليزية)
- اشلي اكشتاين على موقع روتن توميتوز (الإنجليزية)
- اشلي اكشتاين على موقع ألو سيني (الفرنسية)
- اشلي اكشتاين على موقع ميوزك برينز (الإنجليزية)
- اشلي اكشتاين على موقع قاعدة بيانات الفيلم (الإنجليزية)